# La Haute-Maison
La Haute-Maison és un municipi francès, situat al departament de Sena i Marne i a la regió de Illa de França. L'any 2007 tenia 256 habitants.
Forma part del cantó de Serris, del districte de Meaux i de la Comunitat de comunes Pays Créçois.

## Demografia

### Població
El 2007 la població de fet de La Haute-Maison era de 256 persones. Hi havia 96 famílies, de les quals 12 eren unipersonals (12 dones vivint soles i 12 dones vivint soles), 40 parelles sense fills i 44 parelles amb fills.
La població ha evolucionat segons el següent gràfic:
Habitants censats

### Habitatges
El 2007 hi havia 99 habitatges, 97 eren l'habitatge principal de la família, 1 era una segona residència i 1 estava desocupat. 91 eren cases i 7 eren apartaments. Dels 97 habitatges principals, 76 estaven ocupats pels seus propietaris, 19 estaven llogats i ocupats pels llogaters i 2 estaven cedits a títol gratuït; 2 tenien una cambra, 4 en tenien dues, 20 en tenien tres, 18 en tenien quatre i 52 en tenien cinc o més. 80 habitatges disposaven pel capbaix d'una plaça de pàrquing. A 39 habitatges hi havia un automòbil i a 53 n'hi havia dos o més.

### Piràmide de població
La piràmide de població per edats i sexe el 2009 era:
| Homes | Edats   | Dones |
| ----- | ------- | ----- |
| 0     | 95 o +  | 0     |
| 0     | 90 a 94 | 0     |
| 4     | 85 a 89 | 4     |
| 0     | 80 a 84 | 0     |
| 12    | 75 a 79 | 8     |
| 0     | 70 a 74 | 4     |
| 4     | 65 a 69 | 8     |
| 4     | 60 a 64 | 4     |
| 4     | 55 a 59 | 0     |
| 4     | 50 a 54 | 8     |
| 28    | 45 a 49 | 8     |
| 4     | 40 a 44 | 8     |
| 0     | 35 a 39 | 8     |
| 12    | 30 a 34 | 4     |
| 8     | 25 a 29 | 12    |
| 0     | 20 a 24 | 4     |
| 12    | 15 a 19 | 4     |
| 0     | 10 a 14 | 20    |
| 4     | 5 a 9   | 12    |
| 16    | 0 a 4   | 0     |

## Economia
El 2007 la població en edat de treballar era de 170 persones, 127 eren actives i 43 eren inactives. De les 127 persones actives 117 estaven ocupades (66 homes i 51 dones) i 10 estaven aturades (4 homes i 6 dones). De les 43 persones inactives 14 estaven jubilades, 18 estaven estudiant i 11 estaven classificades com a «altres inactius».

### Ingressos
El 2009 a La Haute-Maison hi havia 98 unitats fiscals que integraven 283 persones, la mediana anual d'ingressos fiscals per persona era de 23.172 €.

### Activitats econòmiques
Dels 8 establiments que hi havia el 2007, 1 era d'una empresa de comerç i reparació d'automòbils, 3 d'empreses de transport, 2 d'empreses d'hostatgeria i restauració, 1 d'una empresa de serveis i 1 d'una empresa classificada com a «altres activitats de serveis».
L'any 2000 a La Haute-Maison hi havia 11 explotacions agrícoles.

## Equipaments sanitaris i escolars
El 2009 hi havia una escola elemental integrada dins d'un grup escolar amb les comunes properes formant una escola dispersa.

## Poblacions properes
El següent diagrama mostra les poblacions més properes.